# Eleutherodactylus brittoni
Eleutherodactylus brittoni är en groddjursart som beskrevs av Schmidt 1920. Eleutherodactylus brittoni ingår i släktet Eleutherodactylus och familjen Eleutherodactylidae. IUCN kategoriserar arten globalt som livskraftig. Inga underarter finns listade i Catalogue of Life.